# Ferrocarril del Sur (Peru)

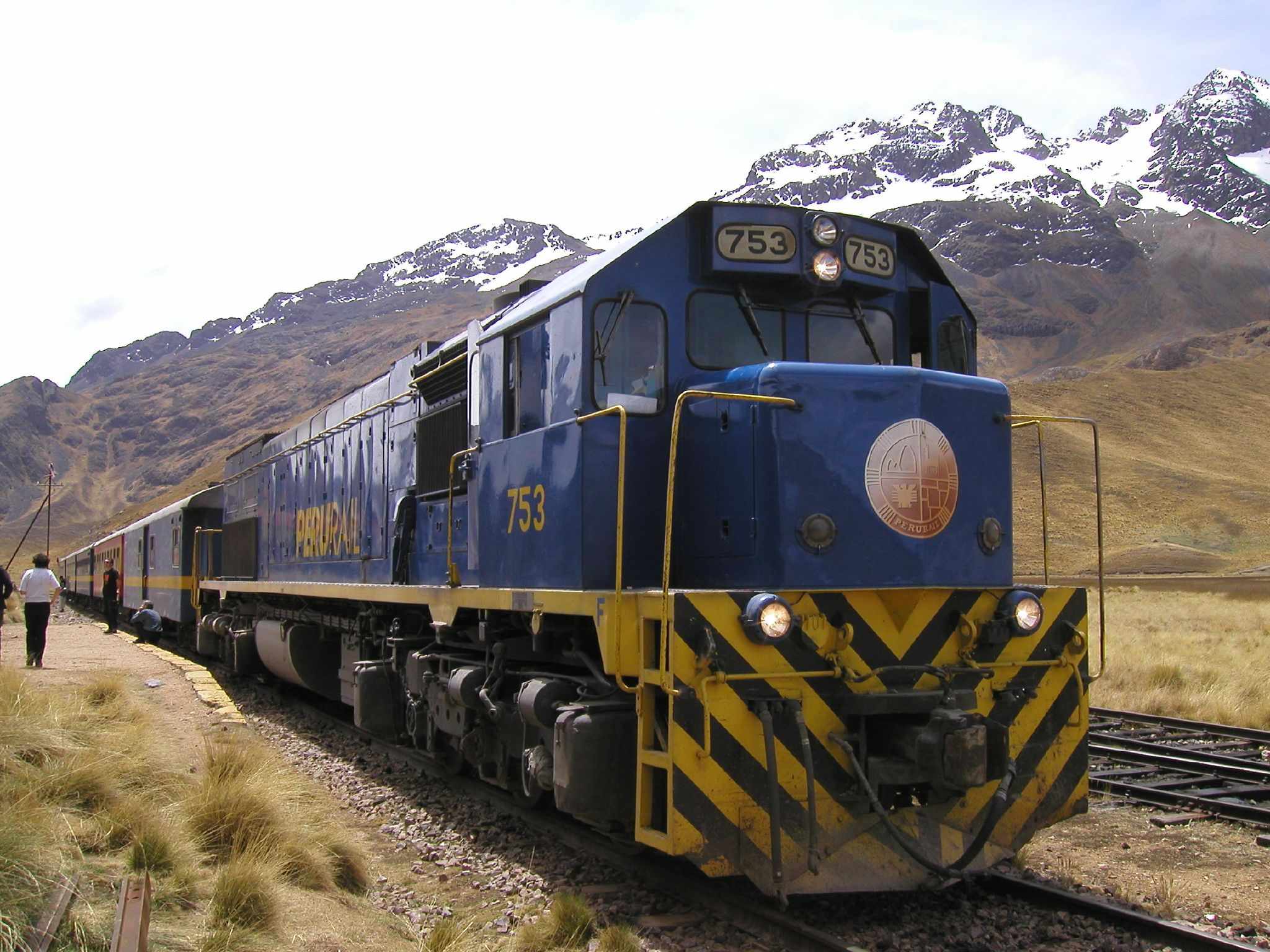
PeruRail Zug von Cuzco vor der Station La Raya

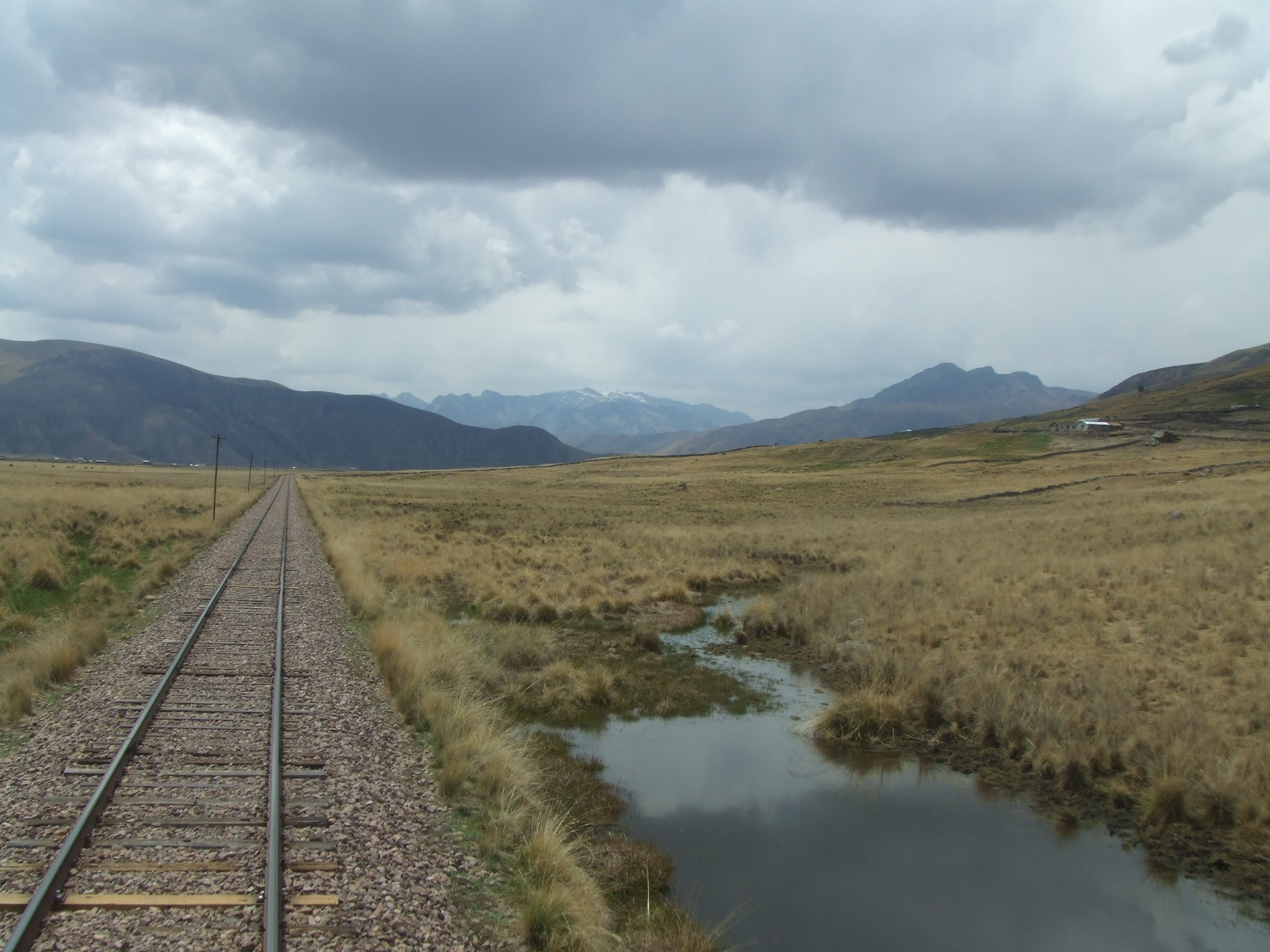
Strecke im Hochland

Die Peruanische Südbahn, spanisch Ferrocarril del Sur, ist ein Eisenbahnnetz in Peru, das die Regionen Cusco und Puno mit der Pazifikküste verbindet. Es wird heute von PeruRail betrieben.

## Infrastruktur
Die Peruanische Südbahn ist eine der höchstgelegenen normalspurigen Streckennetze der Welt. Im Bahnhof Crucero Alto erreicht die Bahn eine Höhe von 4.470 m ü. M. und am Pass La Raya 4.314 m ü. M. Das entspricht fast der Höhe des Matterhorns (4478 m ü. M.).

### Normalspur

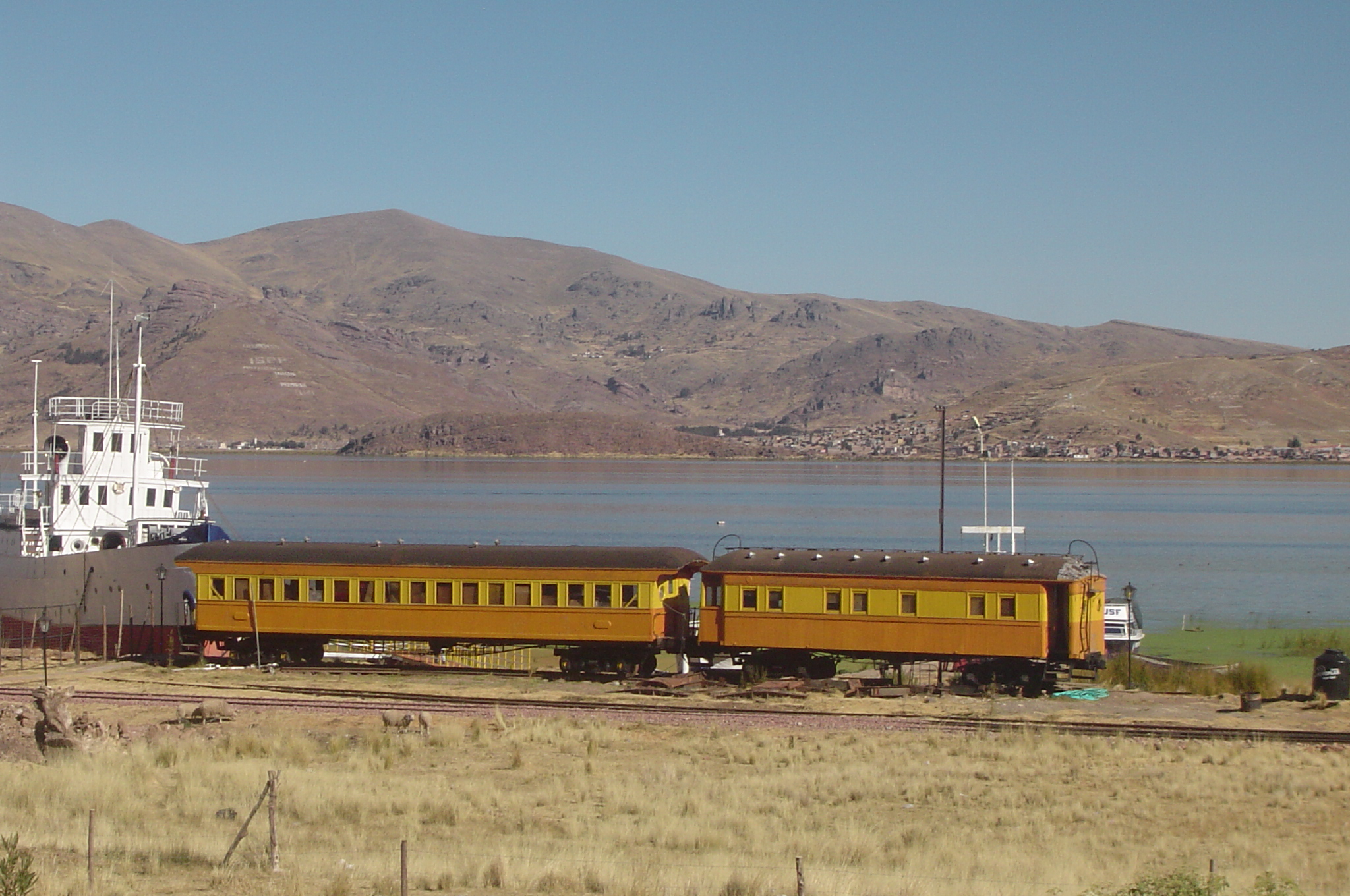
Touristenzug der PeruRail in Puno

Das normalspurige Streckennetz ist 915 km lang und besteht im Wesentlichen aus
- der Bahnstrecke Mollendo–Juliaca und
- der Bahnstrecke Cusco–Puno.

Von Puno verkehrte über den Titicaca-See eine Eisenbahnfähre nach Bolivien, deren Betrieb aber mittlerweile eingestellt ist.

### Schmalspur

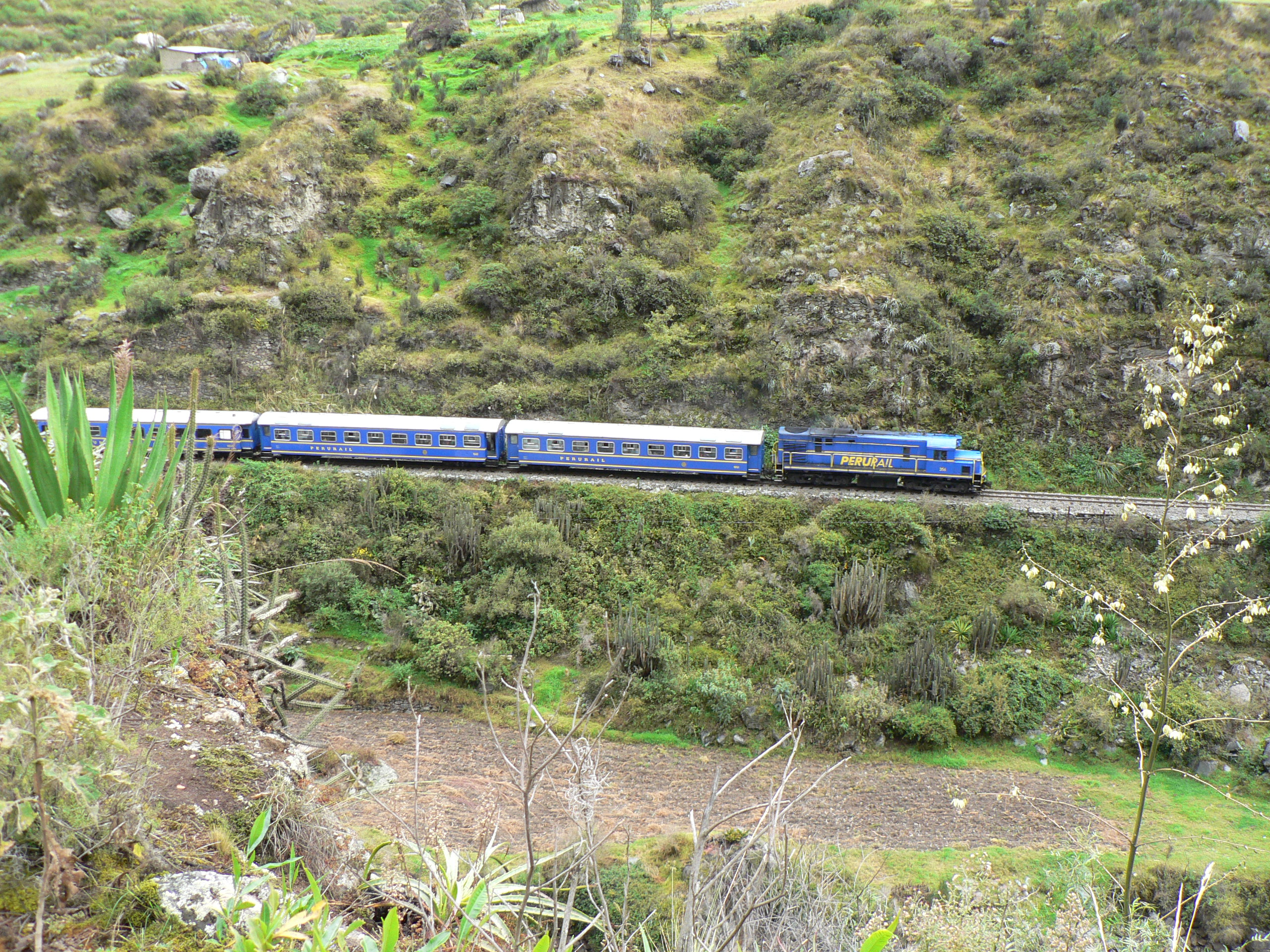
PeruRail-Zug unterwegs auf der schmalspurigen Bahnstrecke Cusco–Quillabamba

Von Cusco aus führte die schmalspurige Bahnstrecke Cusco–Quillabamba in der Spurweite von 914 mm über Machu Picchu weiter nach Quillabamba, die seit einem Erdrutsch 1982 jedoch nur noch bis Aguas Calientes befahren wird. Sie ist 171 km lang. Der Bau der Strecke begann 1913 und erreichte 1928 das 110 km von Cusco entfernte Aguas Calientes. Machupicchu wurde 1948 und die heutige Endstation Quillabamba 1978 erreicht. Der höchste Punkt der Strecke befindet sich auf 3.678 m ü. M.

### Bahnhöfe in Cusco
Die normalspurige Strecke endet in Cusco in der Estacion del Sur Wanchaq, die Schmalspurbahn in der Estación San Pedro. Für Überführungsfahrten sind beide Bahnhöfe mit einem Dreischienengleis durch das Stadtgebiet verbunden.

### Eisenbahnfähren auf dem Titicacasee
Die FCS unterhielt und betrieb für den Trajektverkehr über den Titicacasee nach Puerto Guaqui in Bolivien fünf Fährschiffe. Der Linienverkehr mit Schiffen auf dem See ist eingestellt.

## Geschichte

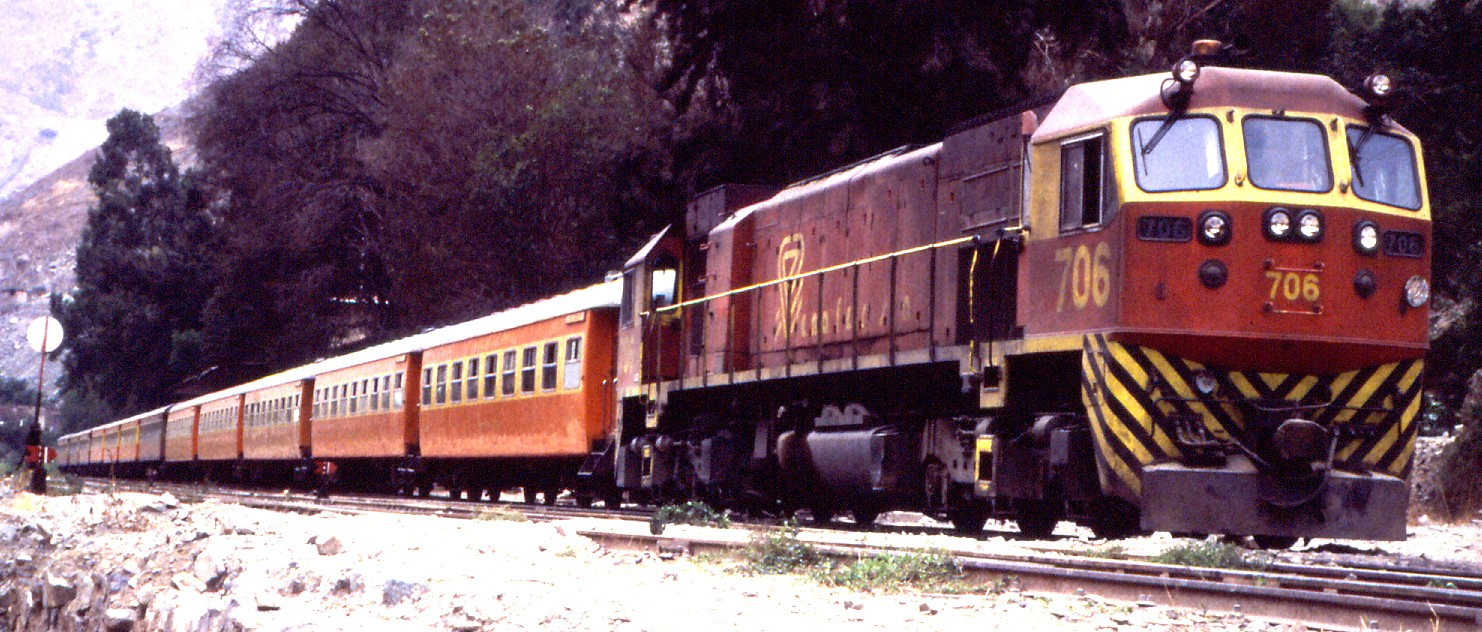
Zug in der Staatsbahn-Zeit, 1995

Logo der PeruRail

Die Ferrocarril del Sur del Perú (FCS) wurde als private Eisenbahngesellschaft gegründet, in den 1970er Jahren verstaatlicht und dann unter der Bezeichnung Empres Nacional de Ferrocarriles del Perú (ENAFER) betrieben. 1999 wurde die Bahn wieder privatisiert und wird seit dem unter der Bezeichnung PeruRail betrieben.
Bereits seit den 1850er Jahren gab es Bestrebungen, Arequipa, das auf einer Höhe von ca. 2300. m liegt, mit einem Hafen am Pazifik zu verbinden. Es dauerte aber dann noch bis zum Ende der 1860er Jahr, bis das Projekt angegangen wurde. Dazu erhielt Henry Meiggs 1869 von der Regierung Perus den Auftrag.
Die Bahn wurde ursprünglich gebaut, um Agrarprodukte aus dem Raum Cusco an die Küste zu transportieren. Sie wurde abschnittsweise eröffnet:
- 24. Dezember 1870: Mollendo–Arequipa
- 1876 Arequipa–Juliaca
- 1876 Juliaca–Puno
- 1893 Juliaca–Sicuani
- 1908 Sicuani–Cusco
- Abschnittsweise nach 1913: Cusco–Quillabamba

## Verkehr

### Geschichte
Die FCS bezog ihre Fahrzeuge überwiegend aus den USA, die Steinkohle zu Befeuerung der Dampflokomotiven aus Wales. Das war teuer, so dass zunächst die Befeuerung auf Erdöl umgestellt wurde. In den 1930ern wurden 20 leistungsstarke Dampflokomotiven bei Beyer-Peacock in Großbritannien gekauft, die speziell für die Strecken der FCS entwickelt wurden und fast baugleich mit den Maschinen der Anden-Klasse der FCC waren. 1936 war die FCS im Besitz von 44 Lokomotiven, 4 Triebwagen, 34 Personenwagen und 438 Güterwagen. Nach 1956 wurden ausschließlich noch dieselelektrische Lokomotiven beschafft. Damit konnten die Betriebskosten um 50 % gesenkt werden.

### Gegenwart
Zwischen Cusco und Puno findet – neben Güterverkehr – auf der Normalspurstrecke heute nur noch touristischer Verkehr statt.
Auf der Schmalspurbahn verkehren täglich drei Touristenzüge und ein Lokalzug. Der Abschnitt Aguas Calientes–Quillabamba wird seit einem Erdrutsch zwischen den Stationen Machupicchu und Sta. Teresa 1982 nicht mehr befahren, lediglich bis an ein 15 km entferntes Kraftwerk fahren einige Züge. Ein Luxuszug von Cusco nach Aguas Calientes trägt den Namen Hiram Bingham und wird von der Orient-Express Hotels Ltd. betrieben, die weltweit Luxushotels und luxuriös ausgestattete Touristikzüge betreibt.